# Odjazdy
Odjazdy – festiwal muzyki, przede wszystkim rockowej, cykliczna impreza muzyczna organizowana w Katowicach w latach 1986—2000, 2011—2014, 2017. W trakcie trwania stanowił istotny składnik sceny kulturalnej Katowic. 
Po raz pierwszy festiwal odbył się w Katowicach w 1986 roku w klubie studenckim Akant pod nazwą Przegląd Muzyki Nowej i Odjazdowej; potocznie nazywany przez organizatorów „Odjazdy". Organizatorem była Agencja Uczelniana „Alma Art". W przeglądzie oprócz znanych zespołów brały udział zespoły amatorskie; kwalifikacje do przeglądu następowały na podstawie nadesłanych materiałów. W tamtym czasie najczęściej zgłaszały zespoły z nurtu punk rock, new wave, cold wave i innych określanych wówczas „falą”. Nagrodą w konkursie podczas przeglądu był występ na Festiwalu Muzyki Rockowej w Jarocinie. Od 1989 roku na kilkanaście lat przeniósł się do Spodka. Wydarzenie stało się główną sceną muzyki alternatywnej dopuszczając różnorodne gatunki muzyczne skupiając się na brzmieniach około rockowych. Po edycji w 2000 roku festiwal został zawieszony i powrócił w 2011. Próbę reaktywacji festiwalu podjęła Agencja Go Ahead ze względu na dużą popularność festiwalu oraz liczne zainteresowanie jego reaktywacją. 26 lutego 2011 roku w katowickim Spodku odbyła się pierwsza po przerwie edycja wydarzenia na której zagrali: Myslovitz, Coma, Strachy Na Lachy, Happysad, Muchy oraz CF98. 18 lutego 2012 roku odbyła się druga edycja Odjazdów po reaktywacji, gdzie wystąpiły zespoły: The Lunatics, Koniec Świata, Cool Kids Of Death, Armia, Acid Drinkers, Hey oraz Pidżama Porno. Po edycji w 2014 festiwal ponownie został zawieszony. Kolejną próbę reaktywacji wydarzenia w 2017 roku podjęła More Music Agency znana z organizowania m.in. Tauron Nowa Muzyka. Na festiwalu Odjazdy 2017 działała także druga scena poświęcona muzyce eksperymentalnej. Nietypowym wydarzeniem był występ pionierów polskiego punk rocka w towarzystwie jazzmanów. 
Na festiwalu można było posłuchać pierwszych w Polsce koncertów takich zespołów, jak Rammstein, Therapy?, Chumbawamba, Bloodhound Gang, The Young Gods. Na festiwalu wystąpiły też: Kaliber 44,  Skankan, Perfect, Agressiva 69, Breathless, Opposition, Habakuk, Closterkeller, IRA, Wilki, Proletaryat, No Pasaran, Psyche, Pidżama Porno,Piersi, Myslovitz, Kult, CF98, Muchy, happysad, Strachy na Lachy, Coma, H-Blockx, GBH, O.N.A., Tuff Enuff, Dog Eat Dog, Pabieda, Fort BS i wiele innych. Festiwal stał się miejscem debiutu wielu znanych potem zespołów. Często określany przez media i fanów określany mianem kultowego czy legendarnego.